# Arboretum Wespelaar
Arboretum Wespelaar is een 20 ha groot arboretum in Wespelaar in de Belgische provincie Vlaams-Brabant. Het vormt een uitbreiding van het Domein Herkenrode, dat net ten zuiden ervan ligt. Sinds 2011 is het arboretum op woensdag en zondag van 1 april tot 15 november open voor publiek.

## Geschiedenis
De uitgebreide verzameling is bijeen gebracht door dendroloog Philippe de Spoelberch. 
De eerste aanplantingen in het arboretum dateren van 1985. Bij reizen en expedities naar alle windstreken werd veel wild plantenmateriaal ingezameld. De bomentuin kon daardoor uitgegroeien tot een plantencollectie van wereldformaat. 
De Stichting Arboretum Wespelaar is er in 2007 bij schenking eigenaar van geworden en zorgt voor verdere uitbreiding, onderhoud en openstelling.

## Collectie
De collectie telt ongeveer 2200 verschillende soorten en variëteiten. Daarvan staat een aantal op de Internationale Rode Lijst van bedreigde soorten van de International Union for Conservation of Nature and Natural Resources (IUCNR). Door kwetsbare en bedreigde planten extra aandacht te geven in de collectie wil het arboretum bijdragen aan het behoud ervan.
In de plantencollectie zijn enkele geslachten die bijzondere aandacht krijgen: Acer, Magnolia, Rhododendron en het minder bekende Stewartia. Naast deze zijn er talrijke andere geslachten te vinden zoals Betula, Carpinus, Euonymus, Ilex, Tilia, Viburnum, Quercus en Styrax.

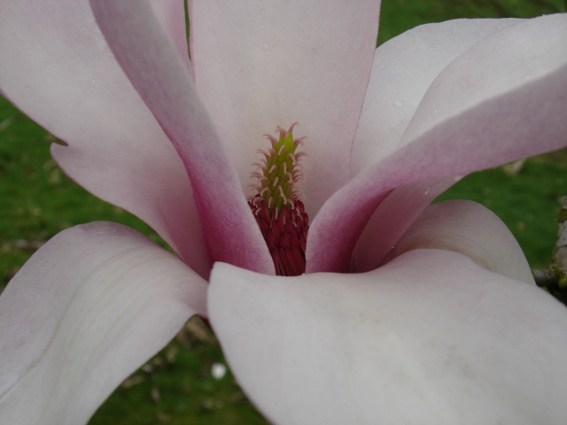
Magnolia 'Ann Rosse'

Bijzonder zijn de geelbloeiende magnolia's, waarvan veel cultivars aanwezig zijn. Veel magnolia's werden in het arboretum zelf geselecteerd en benoemd, waarbij Magnolia 'Daphne' de meest bekende is.
De planten zijn allemaal geëtiketteerd en de databank is raadpleegbaar via de website. De planten krijgen alle ruimte die ze nodig hebben om hun natuurlijke vorm te laten zien. Dit levert nuttige informatie op voor boomkwekers, groenbeheerders, studenten, tuinarchitecten en bezoekers die inspiratie willen opdoen voor de eigen tuin. Via een wandelfiche die bezoekers meekrijgen aan het onthaal, leren ze iets over de markante soorten van dat ogenblik. 

## Internationale samenwerking
Wespelaar is lid van Botanic Gardens Conservation International, een non-profitorganisatie die botanische tuinen samen wil brengen in een wereldwijd samenwerkend netwerk om te komen tot het behoud van de biodiversiteit van planten. Het arboretum is ook aangesloten bij Arbnet, een wereldwijd netwerk van arboreta. Via ArbNet werken arboreta van over de hele wereld samen aan het behoud van bomen en boomcollecties. In het ArbNet-arboretum-accreditatieprogramma zijn 4 niveaus van erkenning waarbij niveau 4 het hoogst bereikbare is. In 2016 verkreeg Arboretum Wespelaar de ‘Level 4’ status.  